# Hochsträß (Bodolz)
Hochsträß (mundartlich: Hochsdräss) ist ein Gemeindeteil der Gemeinde Bodolz im bayerisch-schwäbischen Landkreis Lindau (Bodensee). 

## Geographie

### Lage
Das Dorf liegt circa ein Kilometer westlich des Hauptorts Bodolz. Im Norden von Hochsträß liegt Bettnau und im Südwesten der Hauptort Wasserburg.

## Geschichte
Hochsträß wurde erstmals urkundlich im Jahr 1368 als Hochgestrás erwähnt. Der Ortsname bezieht sich auf eine Kunststraße höheren Alters, vermutlich eine Römerstraße. Hochsträß gehörte der Herrschaft Wasserburg an.